# 1455 en santé et médecine
| Années de la santé et de la médecine : 1452 - 1453 - 1454 - 1455 - 1456 - 1457 - 1458    |
| Décennies de la santé et de la médecine : 1420 - 1430 - 1440 - 1450 - 1460 - 1470 - 1480 |

Cet article présente les faits marquants de l'année 1455 en santé et médecine.

## Événements
- En Aragon en Espagne, sous le patronage des saints Côme et Damien, fondation de la confrérie des barbiers et chirurgiens de Saragosse[1].
- En Thaïlande, les chroniques du règne de Boromma Trailokanat attestent que le palais dispose de deux collèges de masseurs[2].
- Fondation à Rome de l'hôpital Saint-Yves, destiné aux pèlerins bretons de passage[3].
- Fondation d'un hôpital par les bourgeois de Cerlier en Suisse[4].
- Fondation à Mirecourt, en Lorraine, par Richard le Favart, d'un hôpital « destiné à recevoir les malades, les femmes enceintes et les voyageurs[5] ».
- Fondation à Séville de l'Hospital de San Hermenegildo, dit « del Cardinal », du titre de son fondateur, Juan de Cervantes[6].

- Vers 1455 : fondation à Rome, sous le pontificat de Calixte III, de l'hôpital de Sainte-Marie-de-la-Consolation[7].

## Publication
- Le médecin vietnamien Nguyen Truc (vi) (1417-1474), achève son traité de pédiatrie, le Bảo Anh Lương Phương (« Méthodes efficaces pour protéger les enfants[8] »).

## Naissance
- Vers 1455 : Hans von Gersdorff (mort en 1529), chirurgien allemand, auteur du Feldbuch der Wundarzney, manuel de chirurgie publié à Strasbourg en 1517[9],[10].

## Décès
- Avant le 10 mai : Jacques Candel (né à une date inconnue), chirurgien à Bruges, Bruxelles et Lille, attesté à la cour de Bourgogne à partir de 1434[11].
- Jacques Angeli (né en 1390), professeur de médecine à Montpellier, chancelier et réformateur de l'université, auteur des Puncta medicine[12].
- 1455 au plus tôt[13] : Renaud Thierry (né vers 1391[14]), Premier chirurgien du roi Charles VII[15].